# Galactic Civilizations
Galactic Civilizations – komputerowa strategiczna gra turowa stworzona przez Stardock Systems i wydana na świecie przez Strategy First. Światowa premiera gry odbyła się 23 marca 2003 roku, natomiast polska – 19 lutego 2004 roku. Gra jest remakiem klasycznej serii gier na OS/2. W lipcu 2004 roku zostało wydane rozszerzenie gry – Altarian Prophecy, natomiast 21 lutego 2006 sequel pod tytułem Galactic Civilizations II.

## Rozgrywka
Akcja gry umieszczona została w przestrzeni kosmicznej. Celem gracza jest w niej zdominowanie galaktyki. Osiągnięcie tego jest możliwe poprzez wojnę, dominacje kulturową, dyplomację lub dominację technologiczną.